# Coelotes kumejimanus
Coelotes kumejimanus là một loài nhện trong họ Amaurobiidae.
Loài này thuộc chi Coelotes. Coelotes kumejimanus được miêu tả năm 2000 bởi Shimojana.